# Малое Раковое
Малое Раковое — озеро на территории Гончаровского сельского поселения Выборгского района Ленинградской области.

## Общие сведения
Площадь озера — 0,6 км². Располагается на высоте 12 метров над уровнем моря.
Берега озера сильно заболоченные.
Через озеро протекает река Булатная, впадающая в озеро Вуокса.
Код объекта в государственном водном реестре — 01040300211102000012165.